# Presveto Ime Isusovo
Presveto Ime Isusovo u liturgijskim slavljima počelo se osobito štovati od 14. stoljeća. Štovanje je osobito proširio franjevac sv. Bernardin Sijenski. Kao liturgijski spomen, ponajprije u Franjevačkom redu, slavi se od 1530.
Štovanje Presvetog Imena Isusova potaknuo je sv. Bernard iz Clairvauxa, a najveći promicatelji bili su sv. Bernardin Sijenski i sv. Ivan Kapistran. Nosili su sa sobom kopiju monograma Presvetog Imena Isusova po talijanskim selima. Blagoslovljali su bolesne, događala su se čuda, ljudi su se klanjali pred znakom Presvetog Imena Isusova. Zbog toga je pokrenut postupak protiv sv. Bernardina pred sudištem pape Martina V. Sv. Ivan Kapistan uspio je ne samo obraniti sv. Bernardina, već je papa Martin V. odobrio i pomogao u procesiji s drvenom pločicom s Presvetim Imenom Isusovim, koja se čuva u bazilici Santa Maria u Aracoeli u Rimu. 
U srednjem vijeku u kršćanskim državama Zapadne Europe (i među katolicima i mnogobrojnim protestantantima danas), najčešći monogram (Kristogram) postao je "IHS", označavajući prva tri slova Isusovog imena na grčkom, ΙΗΣΟΥΣ, jota-eta-sigma, ili ΙΗΣ.
Blagdan Imena Isusova uvršten je 1721. u glavni kalendar Katoličke Crkve. Reformom pape Pia X. slavi se 3. siječnja.